# Míhavka vodní
Míhavka vodní (Vibrissea truncorum), jinak také míhavka kmenová, je druh houby z čeledi míhavkovité (Vibrisseaceae). V Červeném seznamu hub České republiky je druh uveden jako téměř ohrožený.

## Znaky
Plodná část má tvar bochánkovitého kloboučku s podvinutými okraji, v průměru má 0,2–0,6 cm, je hladká, voskovitá, má žlutooranžovou barvu. Výtrusný prach je bezbarvý.
Třeň dorůstá do délky 0,2–1,2 cm, je průsvitný, světle šedý až s olivovým nádechem, báze je znatelně tmavá, válcovitý, na povrchu pokrytý tmavými šupinkami.
Voskovitá dužnina nemá žádnou vůni ani chuť.

## Užití
Nejedlá houba.

## Ekologie
Od dubna do září roste tento druh vzácně ve skupinkách v (pod)horských oblastech, na vodou nasáklém či v proudící vodě zčásti ponořeném dřevě (ze stromů preferuje olše, buky, břízy, jeřáby a javory). Tento druh se vyskytuje výhradně v čistých vodách.

## Rozšíření
Druh byl popsán v oblastech Severní Ameriky, jižního Chile, Evropy, Ruska a Japonska.

## Galerie

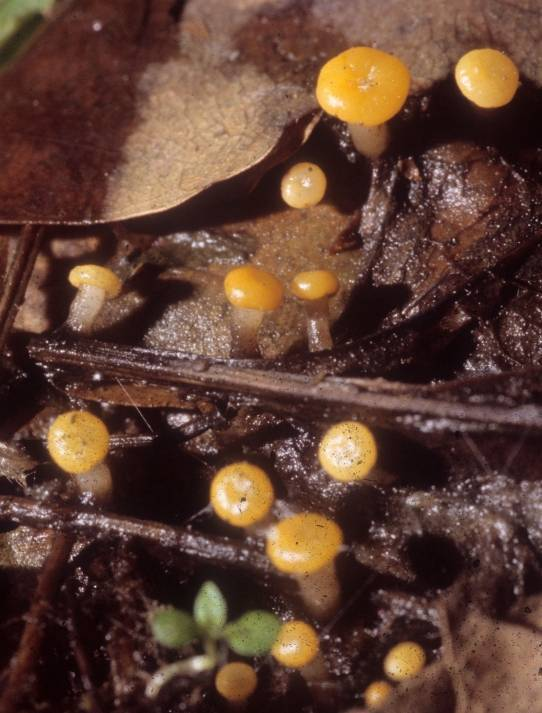
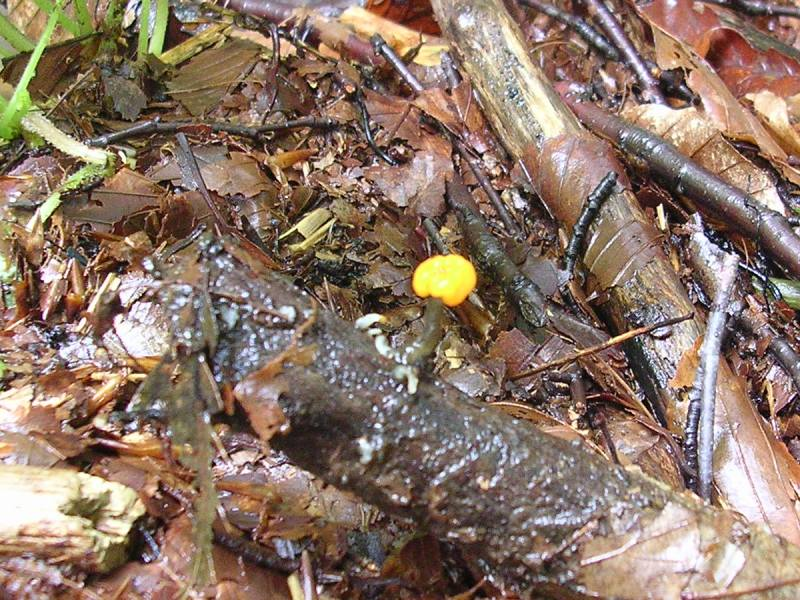

## Možnost záměny
- Čapulka bahenní (Mitrula paludosa)
- Míhavka odbarvená (Vibrissea decolorans) a další zástupci rodu míhavka